# Милошевич, Борис
Борис Милошевич (род. 5 ноября 1974, Шибеник, СФРЮ) — хорватский политик и юрист сербского происхождения, который с 23 июля 2020 года является заместителем премьер-министра Республики Хорватии, отвечающим за социальные вопросы и права человека и права меньшинств. Он является членом Независимой демократической сербской партии (SDSS). До этого он занимал пост президента Национального совета Сербии с июля 2019 года по июль 2020 года.
Милошевич — первый сербский политик в Хорватии, принявший участие в праздновании годовщины бури в Книне, после которой из Хорватии было выслано около 250 000 сербов.